# Crizio
Crizio o Kritios (in greco antico: Κριτίος?, Kritíos; fl. V secolo a.C.) è stato uno scultore greco antico attivo ad Atene nella prima metà del V secolo a.C.

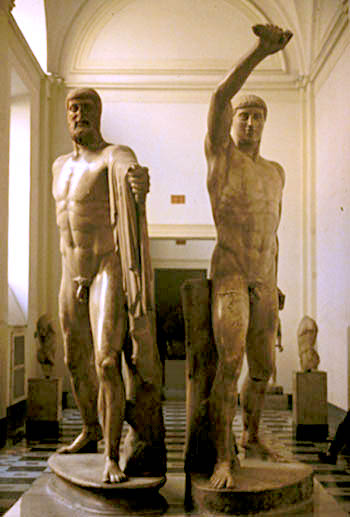
Statua di Armodio e Aristogitone, Napoli. Copia romana di originale greco perduto

Fu forse fratello e sicuramente collaboratore di Nesiote: numerose basi, originariamente reggenti statue bronzee e recanti la firma di Crizio e Nesiote, sono state ritrovate sull'acropoli di Atene. Lo stile delle iscrizioni, insieme ad altre affinità, sembra confermare l'ipotesi che fossero allievi dello scultore Antenore.
Nel 477 a.C. gli Ateniesi decisero di sostituire il gruppo di Antenore raffigurante i Tirannicidi che era stato razziato dai Persiani e di affidare l'incarico di eseguirne uno nuovo ai due artisti. L'originale in bronzo è andato perduto, ma l'opera ci è nota da diverse copie in marmo (Musei Capitolini, Musei Vaticani, Museo Archeologico di Napoli, ecc.).
Questo gruppo è considerato un capolavoro dello stile severo; è il simbolo delle libertà democratiche ateniesi conquistate attraverso l'azione che traspare dalla tensione dei soggetti raffigurati, l'imberbe e giovane Armodio e l'anziano e barbuto Aristogitone, esaltati dalla nudità eroica e slanciati sincronicamente in avanti verso una meta comune.
Alla bottega di Crizio si attribuisce l'Efebo di marmo conservato al Museo dell'Acropoli (n. 698). Lo schema arcaico del kouros statico è superato da una visione figurativa mossa e dinamica che prelude agli esiti strutturali policletei; la gamba destra è avanzata, il peso del corpo si regge sulla sinistra e la testa è leggermente inclinata; le orbite, oggi vuote, contenevano occhi in pasta vitrea, tipici delle statue bronzee. L'attribuzione venne effettuata originariamente da Adolf Furtwängler per vicinanza stilistica con la figura di Armodio; Bernard Ashmole e Humfry Payne evidenziarono le scheggiature sul torso e sulla testa, che ritennero praticate in antico per far combaciare le parti, come in occasione di una sostituzione.